# Angelica Baitelli

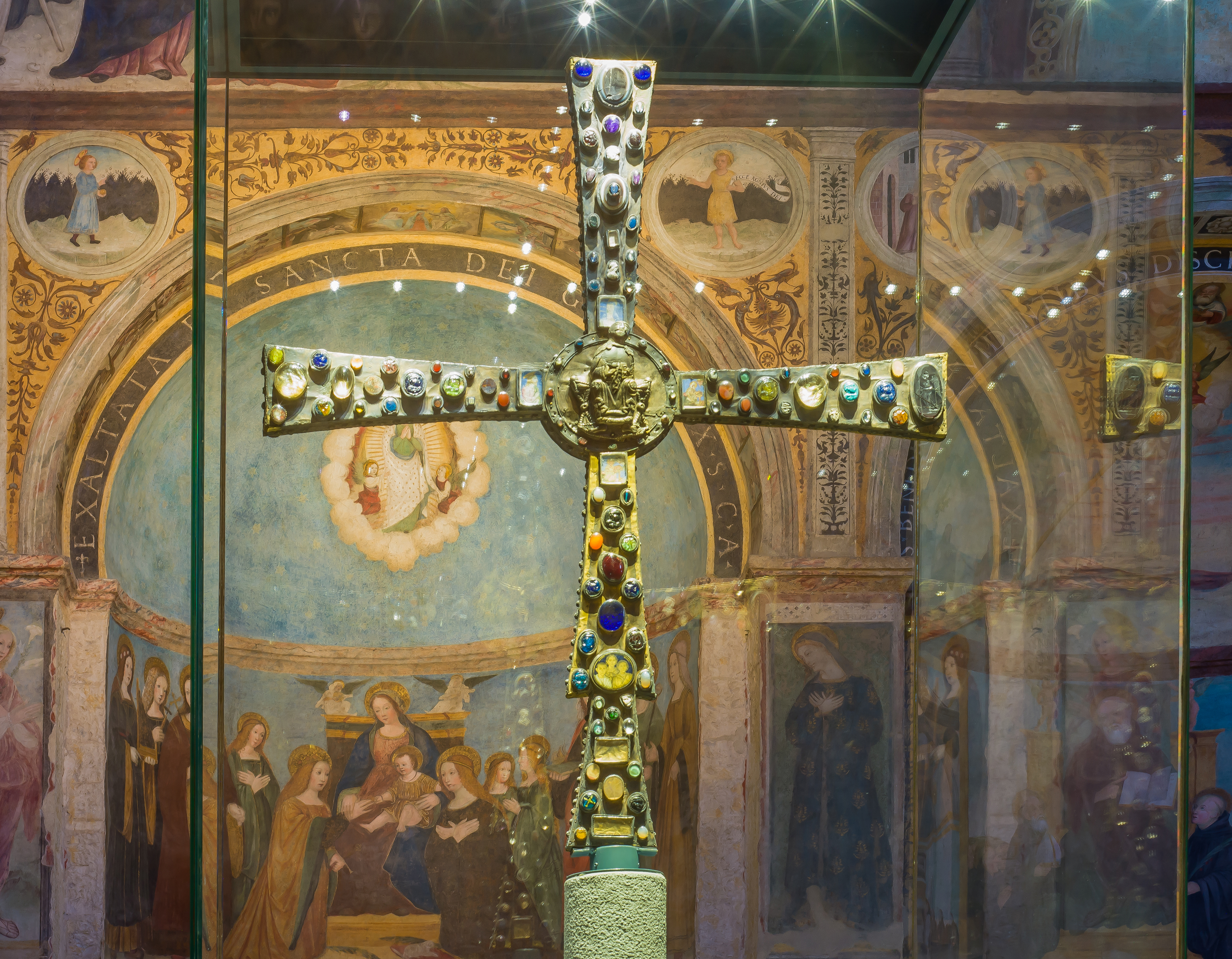
Croce di Desiderio, conservata nella Chiesa di Santa Maria in Solario e descritta negli Annali historici redatti da Baitelli

Angelica Baitelli (1588 – 1650 o 1657) è stata una storica e badessa italiana del monastero di Santa Giulia, nella Repubblica di Venezia.

## Biografia
Membra del casato Baitelli, figlia del conte Costanzo e sorella del conte Lodovico, due volte badessa, è considerata una delle «bresciani illustri» del XVII secolo. Tra il 1646 e il 1647 ha svolto il ruolo di badessa del monastero di Santa Giulia a Brescia, di cui riordinò e mise in salvo una ricchissima documentazione che rischiava di andare persa per noncuranza. Ha quindi tradotto dal latino e raccolto le memorie storiche a partire dal 740 fino ai suoi giorni nei manoscritti "Annali storici dell'edificazione, erezione e dotazione del serenissimo Monastero di S.Salvatore e S.Giulia" (forse pubblicato postumo) e "Vita, martirio e morte di S.Giulia Cartaginese", riportando informazioni che non appartengono alle comuni tradizioni diffuse su S. Giulia.
La sua opera "Annali storici dell'edificazione, erezione e dotazione del serenissimo Monastero di S.Salvatore e S.Giulia" pose fine a una diatriba tra le suore e il vescovo diocesano, che voleva portare il monastero di Santa Giulia sotto la sua autorità: le suore si appellarono alle autorità laiche locali, portando a testimonianza della loro autonomia storica il testo di Baitelli, a cui venne riconosciuto per questo un posto privilegiato nella memoria collettiva bresciana.

## Alcune pubblicazioni
- Vita martirio, et morte di S. Giulia cartaginese crocifissa: il cui gloriosissimo corpo riposa nel venerabil tempio del serenissimo monasterio di S. Giulia in Brescia, 1644.
- Annali historici dell'Edificatione Erettione, et Dotatione del Serenissimo Monasterio di S. Salvatore et S. Giulia di Brescia, 1ª ed. 1657, 2ª ed. 1794; Ed. del Moretto, 1979;[8] Ed. Nabu Press, 2011, ISBN 9781178802368.